# Alexander Ostrowski
Alexander Markowich Ostrowski  (en ucraniano: Олександр Маркович Островський; en ruso: Алекса́ндр Ма́ркович Остро́вский; 25 de septiembre de 1893 - 20 de noviembre de 1986) fue un matemático ucraniano naturalizado suizo, especializado en la teoría de números.

## Semblanza
Era hijo de Mark Ostrowski, un comerciante de Kiev, y de Vera Rashevskaya. Ostrowski asistió al Colegio de Comercio de Kiev, pero no a una escuela secundaria, por lo que no tenía una calificación suficiente para ser admitido en la universidad. Sin embargo, su talento no pasó desapercibido a su mentor, Dmitri Grave, quien escribió solicitando ayuda a Landau y a Hensel para que posibilitaran el inicio de la carrera matemática del joven Ostrowski.
Posteriormente, comenzó a estudiar matemáticas en la Universidad de Marburgo bajo la supervisión de Hensel en 1912. Durante la Primera Guerra Mundial fue recluido, pero gracias a la intervención de Hensel, las restricciones a sus movimientos se relajaron un poco y se le permitió usar la biblioteca de la universidad. 
Después de que terminó la guerra, se mudó a Gotinga, donde escribió su tesis doctoral, siendo influido por Hilbert, Klein y Landau. En 1920, después de obtener su doctorado, se mudó a Hamburgo, donde trabajó como asistente de Hecke y terminó su habilitación en 1922. En 1923 regresó a Gotinga, y en 1928 se convirtió en profesor de matemáticas en Basilea, hasta su jubilación en 1958. En 1950 obtuvo la ciudadanía suiza. Después de la jubilación, aún publicó artículos científicos con más de ochenta años de edad.